# Hedwig Schlichter
Hedwig Schlichter (Hedy Crilla ou Krilla dans son exil argentin; née le 26 septembre 1898 à Vienne, Autriche-Hongrie; morte le 31 mars 1984 à Buenos Aires, Argentine) était une actrice, metteuse en scène et directrice de théâtre argentine d'origine autrichienne.

## Biographie
Hedwig Schlichter étudia à l'Académie de musique et d'arts du spectacle de Vienne puis partit pour l'Allemagne dans les années 1920, où elle obtint des rôles au théâtre et au cinéma.
À l'arrivée des Nazis au pouvoir, étant juive, elle s'exila en Autriche puis à Paris où, au Cercle Culturel Autrichien, elle rencontra Leon Askin. En 1939, elle émigra pour l'Argentine où elle prit le nom d'Hedy Crilla. Elle joua et mit en scène pour la Freie Deutsche Bühne de Paul Walter Jacob (de), qui était un théâtre anti-nazi. Son lourd accent en espagnol ne lui permettant pas d'avoir des rôles importants, elle se tourna vers l'enseignement (dans l'école qu'elle avait ouverte, la Sociedad Hebraica Argentina), l'écriture, la traduction et la direction d'un théâtre pour enfants.

## Filmographie
- 1929 : Le Journal d'une fille perdue de Georg Wilhelm Pabst
- 1931 : Jeunes filles en uniforme de Leontine Sagan
- 1932 : Nous les mères de Fritz Wendhausen

## Notices d'autorité
Hedwig Schlichter possède trois notices sur VIAF : 
- Notices d'autorité :   - VIAF
  - ISNI
  - IdRef
  - LCCN
  - GND
  - WorldCat
 Notices d'autorité :   - VIAF
  - ISNI
  - IdRef
  - LCCN
  - GND
  - WorldCat
 Notices d'autorité :   - VIAF
  - ISNI
  - IdRef
  - LCCN
  - GND
  - WorldCat

## Sources de la traduction
- (de) Cet article est partiellement ou en totalité issu de l’article de Wikipédia en allemand intitulé « Hedwig Schlichter » (voir la liste des auteurs).

- (es) Cet article est partiellement ou en totalité issu de l’article de Wikipédia en espagnol intitulé « Hedy Crilla » (voir la liste des auteurs).